# Wendy Vereen
Wendy Vereen, född den 24 april 1966, är en amerikansk före detta friidrottare som tävlade i kortdistanslöpning.
Vereen deltog vid två inomhusvärldsmästerskap och bästa resultatet nådde hon vid VM 1993 då hon slutade på femte plats på 200 meter. Hon ingick i stafettlaget på 4 x 100 meter, vid utomhus-VM 1993, som blev silvermedaljörer efter Ryssland.

## Personliga rekord
- 100 meter - 11,17 från 1983
- 200 meter - 23,07 från 1993